# Delincourt
Delincourt és un municipi francès, situat al departament de l'Oise i a la regió dels Alts de França. L'any 2007 tenia 551 habitants.

## Demografia

### Població
El 2007 la població de fet de Delincourt era de 551 persones. Hi havia 199 famílies de les quals 45 eren unipersonals (45 dones vivint soles i 45 dones vivint soles), 53 parelles sense fills, 85 parelles amb fills i 16 famílies monoparentals amb fills.
La població ha evolucionat segons el següent gràfic:
Habitants censats

### Habitatges
El 2007 hi havia 266 habitatges, 207 eren l'habitatge principal de la família, 49 eren segones residències i 10 estaven desocupats. 261 eren cases i 2 eren apartaments. Dels 207 habitatges principals, 173 estaven ocupats pels seus propietaris, 23 estaven llogats i ocupats pels llogaters i 11 estaven cedits a títol gratuït; 2 tenien una cambra, 9 en tenien dues, 26 en tenien tres, 59 en tenien quatre i 111 en tenien cinc o més. 181 habitatges disposaven pel capbaix d'una plaça de pàrquing. A 93 habitatges hi havia un automòbil i a 99 n'hi havia dos o més.

### Piràmide de població
La piràmide de població per edats i sexe el 2009 era:
| Homes | Edats   | Dones |
| ----- | ------- | ----- |
| 0     | 95 o +  | 0     |
| 0     | 90 a 94 | 4     |
| 4     | 85 a 89 | 4     |
| 4     | 80 a 84 | 4     |
| 8     | 75 a 79 | 12    |
| 20    | 70 a 74 | 12    |
| 4     | 65 a 69 | 8     |
| 4     | 60 a 64 | 4     |
| 12    | 55 a 59 | 8     |
| 20    | 50 a 54 | 40    |
| 8     | 45 a 49 | 0     |
| 28    | 40 a 44 | 20    |
| 24    | 35 a 39 | 20    |
| 16    | 30 a 34 | 24    |
| 16    | 25 a 29 | 16    |
| 0     | 20 a 24 | 4     |
| 12    | 15 a 19 | 8     |
| 8     | 10 a 14 | 12    |
| 12    | 5 a 9   | 16    |
| 8     | 0 a 4   | 24    |

## Economia
El 2007 la població en edat de treballar era de 349 persones, 255 eren actives i 94 eren inactives. De les 255 persones actives 240 estaven ocupades (137 homes i 103 dones) i 15 estaven aturades (7 homes i 8 dones). De les 94 persones inactives 29 estaven jubilades, 35 estaven estudiant i 30 estaven classificades com a «altres inactius».

### Ingressos
El 2009 a Delincourt hi havia 206 unitats fiscals que integraven 527 persones, la mediana anual d'ingressos fiscals per persona era de 22.940 €.

### Activitats econòmiques
Dels 15 establiments que hi havia el 2007, 1 era d'una empresa de fabricació d'altres productes industrials, 5 d'empreses de construcció, 3 d'empreses de comerç i reparació d'automòbils, 1 d'una empresa de transport, 4 d'empreses de serveis i 1 d'una entitat de l'administració pública.
Dels 4 establiments de servei als particulars que hi havia el 2009, 3 eren paletes i 1 lampisteria.
L'any 2000 a Delincourt hi havia 3 explotacions agrícoles que ocupaven un total de 465 hectàrees.

## Equipaments sanitaris i escolars
El 2009 hi havia una escola elemental integrada dins d'un grup escolar amb les comunes properes formant una escola dispersa.

## Poblacions més properes
El següent diagrama mostra les poblacions més properes.